# Marble Rock (Iowa)
Marble Rock es una ciudad ubicada en el condado de Floyd en el estado estadounidense de Iowa. En el Censo de 2010 tenía una población de 307 habitantes y una densidad poblacional de 136,72 personas por km².

## Geografía
Marble Rock se encuentra ubicada en las coordenadas 42°57′53″N 92°52′4″O / 42.96472, -92.86778. Según la Oficina del Censo de los Estados Unidos, Marble Rock tiene una superficie total de 2.25 km², de la cual 2.15 km² corresponden a tierra firme y (4.27%) 0.1 km² es agua.

## Demografía
Según el censo de 2010, había 307 personas residiendo en Marble Rock. La densidad de población era de 136,72 hab./km². De los 307 habitantes, Marble Rock estaba compuesto por el 99.02% blancos, el 0% eran afroamericanos, el 0% eran amerindios, el 0.33% eran asiáticos, el 0% eran isleños del Pacífico, el 0% eran de otras razas y el 0.65% pertenecían a dos o más razas. Del total de la población el 0% eran hispanos o latinos de cualquier raza.